# 灵峰镇
灵峰镇，是中华人民共和国广西壮族自治区贺州市八步区下辖的一个乡镇级行政单位。

## 行政区划
灵峰镇下辖以下地区：
爱群村、灵峰村和和平村。